# Campeloma rufum
Campeloma rufum är en snäckart som först beskrevs av Samuel Stehman Haldeman 1841.  Campeloma rufum ingår i släktet Campeloma och familjen sumpsnäckor. IUCN kategoriserar arten globalt som livskraftig. Inga underarter finns listade i Catalogue of Life.